# Robert Manuel

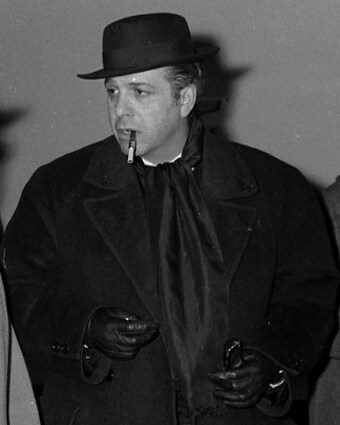
Robert Manuel, 1962

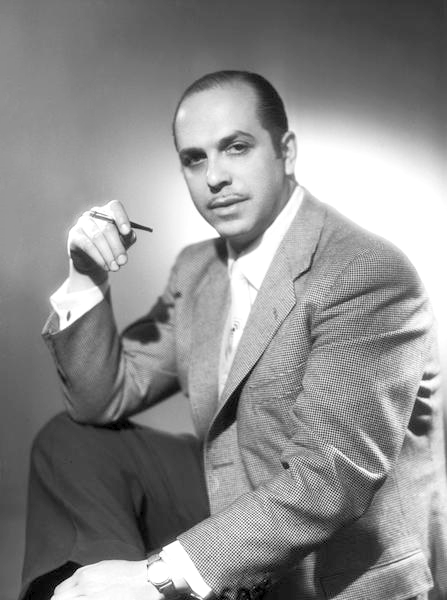
Robert Manuel, 1954

Robert Manuel (eigentlich Robert Emmanuel Bloch; * 16. September 1916 in 17. Arrondissement, Paris, Dritte Französische Republik; † 8. Dezember 1995 in Saint-Cloud, Fünfte Französische Republik) war ein französischer Schauspieler und Regisseur.

## Leben
Manuel war der Sohn des Kaufmanns Alexandre Henri Bloch und der Philippine Alice Kahn. Sein Bruder war der Maler Raymond-René Bloch.
Mit 17 Jahren begann er seine Ausbildung am Conservatoire national supérieur d’art dramatique zunächst unter Léon Bernard (1933–1934) und dann unter André Brunot (1934–1936). Bereits im College zeigte er eine gewisse Begabung für das Vorlesen und stand ab 1937 auf der Bühne. 1936 im Alter von 19 Jahren kam er an die Comédie-Française, wo er sich in der Rolle des Scapin in der Gesellschaft seines Lehrers André Brunot auszeichnete, der im Stück eine Nebenrolle spielt, um die ersten Schritte seines Schülers zu begleiten, wie es die Tradition vorschrieb. Er freundete sich mit den Autoren an, insbesondere mit Marcel Achard, für den er zahlreiche Komödien schuf. Von 1948 bis 1962 war er Mitglied der Comédie-Française und danach Ehrenmitglied.
Sein Filmdebüt war 1935 in einer kleinen Rolle im Film La Petite Sauvage von Jean de Limur. Er arbeitete mit vielen Regisseuren wie Sacha Guitry, Julien Duvivier, Gilles Grangier und Christian-Jaque zusammen.
Während der deutschen Besatzung wurde Robert Manuel aufgrund seiner jüdischen Herkunft aus der Comédie-Française ausgeschlossen („Ich war katholisch, getauft, aber da ich jüdisches Blut in meinen Adern hatte, wurde ich dennoch von den Deutschen verhaftet“), im Lager Drancy interniert und nahm im September 1943 am Bau eines Tunnels teils, der allen Internierten des Lagers zwischen dem Abendappell und dem Morgenappell die Flucht ermöglichen sollte. Aber nach Denunziation wurden viele der Häftlinge, die am Graben des Tunnels beteiligt waren, verhaftet. Er selbst entkam wie durch ein Wunder. Nach der Befreiung kehrte Robert Manuel an die Comédie-Française zurück und nahm seine Stelle als Professor am Conservatoire national supérieur d’art dramatique in Paris wieder auf. An der Comédie-Française interpretierte er Molière, Courteline, Feydeau und Marivaux. Er war Teil des renommierten Schauspielerteams, das aus Jacques Charon, Jean Piat, Robert Hirsch und Micheline Boudet bestand. Er hat in über 400 Produktionen mitgewirkt. Er wurde eine bedeutende Figur im französischen Theater- und Kunstleben. In seiner Freizeit war er auch Operettenregisseur und Sänger. 1965 wurde er zusammen mit Elvira Popescu und Hubert de Malet zum künstlerischen Leiter des Théâtre Marigny ernannt, nachdem sein Programm für das Theater und dessen Restaurierung genehmigt worden war. Diese Position behielt er bis 1978.
Zwischen 1966 und 1985 war er eine der Säulen von Sabbaghs Fernsehshow Au théâtre ce soir, wo er als Regisseur und Schauspieler in mehr als fünfzig Stücken auftrat.
Nach dem plötzlichen Tod von Dario Moreno am 1. Dezember 1968 sagte er kurzfristig zu, neben Jacques Brel die Rolle des Sancho Panza in der musikalischen Komödie Der Mann von La Mancha zu übernehmen. Die Premiere fand am 7. Dezember 1968 statt und trotz einer kurzen Vorbereitungswoche sowie unter Einhaltung seiner anderen Verpflichtungen war es ein Triumph.

### Privat
Aus einer ersten Ehe, die er am 3. November 1944 im 1. Arrondissement von Paris mit Léone Mail, Tänzerin und Choreografin an der Pariser Oper, schloss, stammen zwei Töchter, beide Mitglieder der Comédie-Française: Catherine Salviat und Christine Murillo. Sie ließen sich am 24. Juni 1963 scheiden.
Er heiratete am 31. Oktober 1963 im 17. Arrondissement von Paris die Schauspielerin Claudine Coster. Mit ihr hatte er zwei weitere Kinder: Marie-Silvia Manuel, Schauspielerin, Autorin und Regisseurin, mit der er am Ende seines Lebens die Kompanie Mascarille Manuel gründete, und Jean-Baptiste Manuel, Französischlehrer und Dramatiker.
Er war von April 1971 bis März 1974 Bürgermeister von Roquebrune-sur-Argens im Département Var.
1985 veröffentlichte er Merci Molière!, ein Buch, das seinem Lieblingsdramatiker gewidmet war. Er widmete sein Buch der Historikerin Sylvie Chevallet, die er gut kannte und die ihm viele Anekdoten über Molière nähergebracht hatte.
Robert Manuel war ein großer Sammler von Büsten und Figuren dieses Autors: Er hatte seiner Aussage nach die größte Sammlung von Objekten aller Art zusammengetragen, die „seinen großen Mann“, wie er ihn gerne nannte, darstellten.
Er ist auf dem neuen Friedhof von Neuilly-sur-Seine (Abteilung 26) in Nanterre begraben.
Die Stadt Plaisir, wo er am Ende seines Lebens lebte, gab einem Theater in den Nebengebäuden des Schlosses seinen Namen. Die Stadt Roquebrune-sur-Argens (Var) verfügt über ein Theater und einen Konzertsaal namens „Espace Robert-Manuel“.

## Filmographie

### Kino
- 1935: La Petite Sauvage
- 1936: Salonique, nid d’espions
- 1937: Mademoiselle Docteur
- 1938: Orage
- 1938: La Marseillaise
- 1938: Le drame de Shanghaï
- 1939: Jeunes filles en détresse
- 1946: Le Capitan
- 1950: La Valse de Paris
- 1955: Napoléon
- 1955: Rififi (Du rififi chez les hommes)
- 1955: Le Fils de Caroline chérie
- 1955: Milord l’Arsouille
- 1956: Si Paris nous était conté
- 1956: C’est arrivé à Aden
- 1956: Voici le temps des assassins
- 1957: Woll’n Sie nicht mein Mörder sein? (Comme un cheveu sur la soupe)
- 1957: Police judiciaire
- 1957: Le Gorille vous salue bien
- 1958: Le Désordre et la Nuit
- 1958: Le Bourgeois gentilhomme
- 1958: Das Leben zu zweit (La vie à deux)
- 1959: Croquemitoufle
- 1960: Certains l’aiment froide
- 1960: La Dragée haute
- 1960: Recours en grâce
- 1960: Candide ou l’Optimisme au XXe siècle
- 1961: 21 rue Blanche à Paris
- 1962: Une blonde comme ça
- 1962: Un clair de lune à Maubeuge
- 1963: Die Dreigroschenoper
- 1963: Les Femmes d’abord
- 1963: Chasse à la Mafia (Rififí en la ciudad)
- 1964: Die schwarze Tulpe (La Tulipe noire)
- 1964: Bei Oscar ist ’ne Schraube locker (Une souris chez les hommes)
- 1964: Les Siffleurs (Viheltäjät)
- 1965: 100 Millionen im Eimer (Cent briques et des tuiles)
- 1965: Coplan FX 18 casse tout
- 1967: Wer singt, muß sterben (L’Homme qui trahit la mafia)
- 1969: Les Gros Malins
- 1977: La Fille d’Amérique
- 1978: Judith Therpauve
- 1982: Le Bourgeois gentilhomme
- 1983: Das Leben ist ein Roman (La vie est un roman)
- 1984: Auf Messers Schneide (The Razor’s Edge)
- 1987: Vent de panique
- 1992: À demain

### Fernsehen
- 1956: La Puce à l’oreille
- 1959: La Malade imaginaire
- 1963: La Route
- 1964: Mademoiselle Molière
- 1964: Assurance de mes sentiments les meilleurs
- 1965: La Misère et la Gloire
- 1966: Allo Police
- 1968: L’Homme de l’ombre
- 1969: Le Modèle
- 1969: Le Trésor des Hollandais
- 1971: Donogoo
- 1972: Les Évasions célèbres
- 1974: L’or et la fleur
- 1977: La Famille Cigale
- 1980: Comme chien et chat
- 1984: Maigret, Episoden: Maigret se défend und La Patience de Maigret
- 1984: La Dictée
- 1993: Les Aventures du jeune Indiana Jones (The Young Indiana Jones Chronicles)

### Au théâtre ce soir

#### Als Schauspieler
- 1966: Les Pigeons de Venise von Albert Husson, théâtre Marigny
- 1967: Treize à table von Marc-Gilbert Sauvajon, théâtre Marigny
- 1967: Les J 3 von Roger Ferdinand, théâtre Marigny
- 1968: Monsieur Le Trouhadec saisi par la débauche von Jules Romains, théâtre Marigny
- 1968: Le Dindon von Georges Feydeau, théâtre Marigny
- 1971: Colinette von Marcel Achard, théâtre Marigny
- 1971: La Pèlerine écossaise von Sacha Guitry, théâtre Marigny
- 1972: Le Gendre de monsieur Poirier von Jules Sandeau und Émile Augier, théâtre Marigny
- 1972: L’École des contribuables von Louis Verneuil und Georges Berr, théâtre Marigny
- 1973: Maître Bolbec et son mari von Georges Berr und Louis Verneuil, théâtre Marigny
- 1973: La Purée von Jean-Claude Eger, théâtre Marigny
- 1975: Le Système Ribadier von Georges Feydeau, Théâtre Édouard VII
- 1975: Inspecteur Grey von André Faltianni und Alfred Gragnon, Théâtre Édouard VII
- 1975: La Rabouilleuse von Émile Fabre von après Honoré de Balzac, Théâtre Édouard VII
- 1976: Xavier ou l’héritier des Lancestre von Jacques Deval, Théâtre Édouard VII
- 1977: Les Deux Vierges von Jean-Jacques Bricaire und Maurice Lasaygues, théâtre Marigny
- 1977: L’Avocat du diable von Roger Saltel, théâtre Marigny
- 1979: Le Train pour Venise von Louis Verneuil & Georges Berr, théâtre Marigny
- 1979: Mon crime von Louis Verneuil & Georges Berr, théâtre Marigny
- 1979: La Route des Indes von Jacques Deval, théâtre Marigny
- 1980: La Prétentaine von Jacques Deval, théâtre Marigny
- 1980: Divorçons von Victorien Sardou, théâtre Marigny
- 1980: La Maîtresse de bridge von Louis Verneuil, théâtre Marigny
- 1980: Une sacrée famille von Georges Berr und Louis Verneuil, théâtre Marigny
- 1981: Mademoiselle ma mère von Louis Verneuil, théâtre Marigny
- 1981: Le Traité d’Auteuil von Louis Verneuil, théâtre Marigny
- 1981: Monsieur Vernet von Jules Renard, théâtre Marigny
- 1981: La Cruche von Georges Courteline und Pierre Wolff, théâtre Marigny
- 1984: Le soleil n’est plus aussi chaud qu’avant von Aldo Nicolaj, théâtre Marigny
- 1984: Nono von Sacha Guitry, théâtre Marigny
- 1984: Georges Courteline von Sacha Guitry und Boubouroche, théâtre Marigny
- 1984: Dom Juan von Molière, théâtre Marigny

#### Als Regisseur
- 1966: La Prétentaine von Jacques Deval, théâtre Marigny
- 1968: La Duchesse d’Algues von Peter Blackmore, théâtre Marigny
- 1968: J’ai 17 ans von Paul Vandenberghe, théâtre Marigny
- 1968: Les Compagnons de la Marjolaine von Marcel Achard, théâtre Marigny
- 1968: Liberté provisoire von Michel Duran, théâtre Marigny
- 1969: Une femme ravie von Louis Verneuil, théâtre Marigny
- 1969: Bichon von Jean de Létraz, théâtre Marigny
- 1970: Les croulants se portent bien von Roger Ferdinand, théâtre Marigny
- 1972: Le Fils d’Achille von Claude Chauvière, théâtre Marigny
- 1972: Lysistrata von Albert Husson nach Lysistrata, théâtre Marigny
- 1974: Ô mes aïeux! von José-André Lacour, théâtre Marigny
- 1974: La Mare aux canards von Marc Cab und Jean Valmy, théâtre Marigny
- 1976: Le Guilledou von Michael Clayton Hutton, théâtre Édouard VII
- 1976: Le Monsieur qui a perdu ses clés von Michel Perrin, théâtre Édouard VII
- 1978: Le Nouveau Testament von Sacha Guitry, théâtre Marigny
- 1978: L’Amant de cœur von Louis Verneuil, théâtre Marigny
- 1979: Bataille de dames von Eugène Scribe und Ernest Legouvé, théâtre Marigny
- 1982: Un dîner intime von Yves Chatelain, théâtre Marigny
- 1982: Jean de la Lune von Marcel Achard, théâtre Marigny
- 1982: Et ta sœur? von Jean-Jacques Bricaire und Maurice Lasaygues, théâtre Marigny
- 1984: J’y suis, j’y reste von Raymond Vincy und Jean Valmy, théâtre Marigny

## Ehrungen
- Offizier der Ehrenlegion
- Großoffizier des Ordre national du Mérite
- Offizier des Ordre des Palmes Académiques
- Offizier des Ordre des Arts et des Lettres